# Sam Kendricks
Samuel Hathorn Kendricks (conocido como Sam Kendricks; Oceanside, 7 de septiembre de 1992) es un deportista estadounidense que compite en atletismo, especialista en la prueba de salto con pértiga.
Participó en dos Juegos Olímpicos de Verano, obteniendo dos medallas, bronce en Río de Janeiro 2016 y plata en París 2024, ambas en su especialidad.
Ganó dos medallas de oro en el Campeonato Mundial de Atletismo, en los años 2017 y 2019, y cuatro medallas en el Campeonato Mundial de Atletismo en Pista Cubierta entre los años 2016 y 2025.

## Palmarés internacional
| Juegos Olímpicos                     | Juegos Olímpicos          | Juegos Olímpicos  | Juegos Olímpicos  |
| Año                                  | Lugar                     | Medalla           | Prueba            |
| ------------------------------------ | ------------------------- | ----------------- | ----------------- |
| 2016                                 | Río de Janeiro (Brasil)   | Medalla de bronce | Salto con pértiga |
| 2024                                 | París (Francia)           | Medalla de plata  | Salto con pértiga |
| Campeonato Mundial                   |                           |                   |                   |
| Año                                  | Lugar                     | Medalla           | Prueba            |
| 2017                                 | Londres (Reino Unido)     | Medalla de oro    | Salto con pértiga |
| 2019                                 | Doha (Catar)              | Medalla de oro    | Salto con pértiga |
| Campeonato Mundial en Pista Cubierta |                           |                   |                   |
| Año                                  | Lugar                     | Medalla           | Prueba            |
| 2016                                 | Portland (Estados Unidos) | Medalla de plata  | Salto con pértiga |
| 2018                                 | Birmingham (Reino Unido)  | Medalla de plata  | Salto con pértiga |
| 2024                                 | Glasgow (Reino Unido)     | Medalla de plata  | Salto con pértiga |
| 2025                                 | Nankín (China)            | Medalla de bronce | Salto con pértiga |